# Tamás Lévai
Tamás Lévai (1999) è un lottatore ungherese specializzato nella lotta greco-romana.

## Biografia
È fratello minore del lottatore Zoltán Lévai.
È stato campione iridato ai mondiali under 23 di Belgrado 2021 nella categoria 77 kg, grazie alla vittoria in finale contro l'iraniano Amin Yavar Kaviyaninejad.
Ha vinto la medaglia di bronzo agli europei di Bucarest 2022 e ai mondiali di Belgrado 2022, in entrambi i casi nel torneo degli 82 kg.

## Palmarès
- Mondiali

Belgrado 2022: bronzo negli 82 kg;
- Europei

Bucarest 2022: bronzo negli 82 kg;
- Mondiali U23

Bucarest 2018: bronzo nei 72 kg;
Belgrado 2021: oro nei 77 kg;
- Europei U23

Novi Sad 2019: bronzo nei 77 kg;
Skopje 2021: argento negli 82 kg;